# Tituly a vyznamenání Vladimira Šatalova

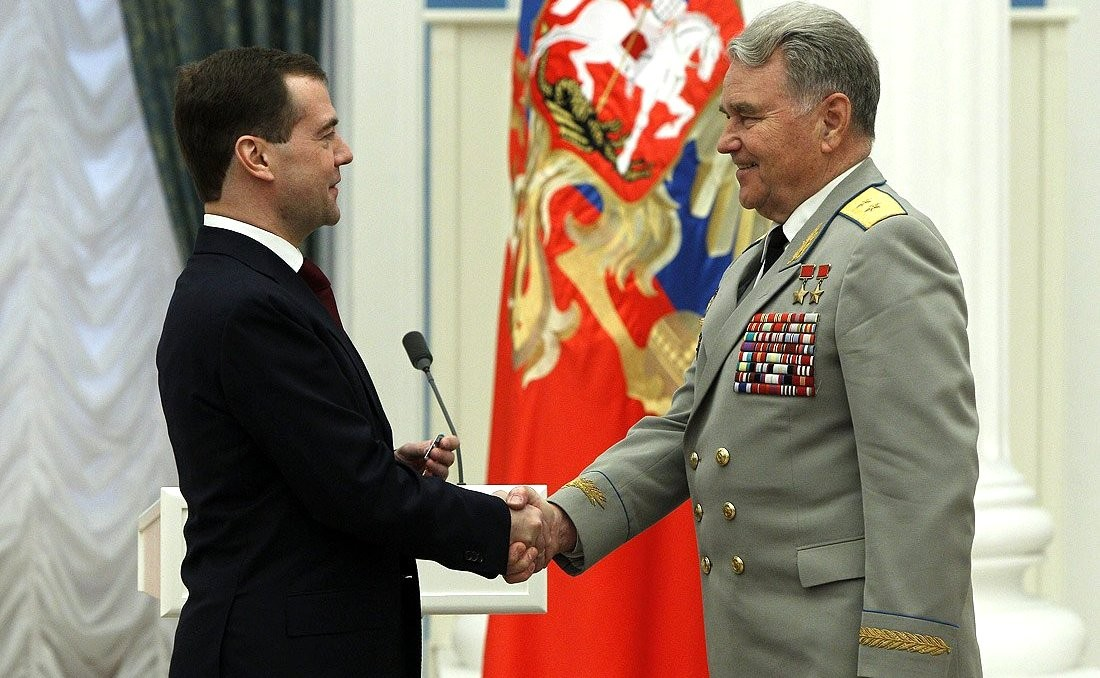
Vladimir Šatalov v uniformě s řadou vyznamenání

Vladimír Alexandrovič Šatalov, sovětský letec a kosmonaut, během svého života obdržel řadu sovětských, ruských i zahraničních řádů a medailí. Také po něm byl pojmenován kráter na odvrácené straně Měsíce.

## Vojenské hodnosti
- 7. září 1949: poručík
- 20. října 1951: nadporučík
- 28. ledna 1955: kapitán
- 29. prosince 1958: major
- 7. února 1962: podplukovník
- 15. ledna 1969: plukovník
- 26. dubna 1971: generálmajor letectva
- 25. dubna 1975: generálporučík letectva
- 21. ledna 1992: odchod do důchodu

## Kvalifikace
- Kosmonaut I. třídy – 10. května 1971
- Kosmonaut II. třídy – 15. října 1969
- Kosmonaut III. třídy – 23. ledna 1969
- Instruktor výsadkové přípravy – 24. prosince 1964
- Vojenský pilot I. třídy – 24. června 1960
- Vojenský pilot II. třídy – 1. července 1958

## Vyznamenání

### Sovětská a ruská vyznamenání

#### Tituly
- Hrdina Sovětského svazu – 22. ledna 1969 a 22. října 1969
- Letec-kosmonaut SSSR – 1969
- Zasloužilý mistr sportu SSSR – 21. října 1969

#### Řády
- Řád Za zásluhy o vlast IV. třídy – 2. března 2000 – za velké zásluhy státu při vývoji ruského průzkumu vesmíru s posádkou[3]
- Řád přátelství – 12. dubna 2011– za velký přínos k rozvoji průzkumu vesmíru s posádkou a za mnoho let plodné činnosti pro společnost[4]
- Leninův řád – 22. ledna 1969, 30. dubna 1971 a 15. ledna 1976
- Řád Říjnové revoluce – 27. prosince 1982
- Řád za službu vlasti v ozbrojených silách SSSR

#### Medaile
- Medaile Za bojové zásluhy – 30. prosince 1957
- Medaile 100. výročí narození Vladimira Iljiče Lenina – 1970
- Medaile Za obranu Leningradu – 1942/1986
- Jubilejní medaile 20. výročí vítězství ve Velké vlastenecké válce 1941–1945 – 1965
- Jubilejní medaile 30. výročí vítězství ve Velké vlastenecké válce 1941–1945 – 1975
- Jubilejní medaile 40. výročí vítězství ve Velké vlastenecké válce 1941–1945 – 1985
- Jubilejní medaile 50. výročí vítězství ve Velké vlastenecké válce 1941–1945 – 1995
- Jubilejní medaile 60. výročí vítězství ve Velké vlastenecké válce 1941–1945 – 2005
- Jubilejní medaile 65. výročí vítězství ve Velké vlastenecké válce 1941–1945 – 2010
- Jubilejní medaile 70. výročí vítězství ve Velké vlastenecké válce 1941–1945 – 2015
- Medaile Za zásluhy při obraně státní hranice SSSR
- Medaile Veterán ozbrojených sil SSSR – 1976
- Medaile Za rozvoj celiny
- Medaile Za upevňování bojového přátelství
- Pamětní medaile 850. výročí Moskvy – 1997
- Pamětní medaile 250. výročí Leningradu – 16. května 1957/1986
- Pamětní medaile 300. výročí Petrohradu – 2003
- Medaile 30. výročí sovětské armády a námořnictva
- Medaile 40. výročí Ozbrojených sil SSSR
- Medaile 50. výročí Ozbrojených sil SSSR
- Medaile 60. výročí Ozbrojených sil SSSR
- Medaile 70. výročí Ozbrojených sil SSSR
- Medaile Za bezchybnou službu I. třídy
- Medaile Za bezchybnou službu II. třídy
- Medaile 50. výročí sovětských milicí

#### Ostatní
- Státní cena SSSR – 1981 – za organizaci mezinárodních letů na orbitální stanici Saljut
- Uznání prezidenta Ruské federace – 9. dubna 1996 – za osobní přínos k rozvoji ruské kosmonautiky[5]

### Zahraniční vyznamenání
- Bulharsko
  -  Řád Madarského jezdce I. třídy – 2008
- Bulharská lidová republika
  -  Medaile Za upevňování přátelství ve zbrani – 1977
  -  Medaile 25. výročí lidové vlády
  -  Medaile 100. výročí osvobození Bulharska od osmanské otroctví
- Československo
  -  Medaile Za upevňování přátelství ve zbrani – 1980
- Kuba
  -  Řád Playa Girón – 1980
  - Řád solidarity – 1983
  -  Pamětní medaile 20. výročí Revolučních ozbrojených sil
- Maďarsko
  -  Řád praporu Maďarské lidové republiky – 1981
- Mongolsko
  -  Řád polární hvězdy – 1983
- Polsko
  -  Medaile Za bratrství ve zbrani – 1977
- Vietnam
  -  Hrdina práce – 1980
  -  Řád Ho Či Mina – 1980
- Východní Německo
  -  Řád Karla Marxe – 1977
  - Medaile Za bratrství ve zbrani III. třídy – 1978

## Čestná občanství
- : Čestný občan Prahy
- : Čestný občan Karagandy
- : Čestný občan Petropavlu
- : Čestný občan Kalugy
- : Čestný občan Kurganu – 1969[6]
- : Čestný občan Nalčiku
- : Čestný občan Houstonu

## Eponyma
Na jeho počest byl pojmenován kráter Šatalov o průměru 24,05 km v Mare Moscoviense na odvrácené straně Měsíce.